# Dyschirus patruelis
Dyschirus patruelis är en skalbaggsart som beskrevs av Leconte 1849. Dyschirus patruelis ingår i släktet Dyschirus och familjen jordlöpare. Inga underarter finns listade i Catalogue of Life.